# Bo Vesterdorf
Bo Vesterdorf est un juge danois né en 1945. Il est président du tribunal de l'Union européenne du 4 mars 1998 au 17 septembre 2009.

## Biographie
Il commence une carrière au Tribunal de l'Union européenne où il exerce d'abord la fonction d'avocat.
Il continue son parcours dans la justice danoise où il devient administrateur au Ministère de la Justice danoise, et attaché juridique à la Représentation permanente du Danemark auprès des Communautés européennes.
Il devient par la suite juge temporaire à la Cour d'Appel danoise et continue son ascension au Ministère de la Justice danoise.
Il occupe les fonctions de juge au Tribunal de l'Union européenne en septembre 1989, et devient président du tribunal de l'Union européenne le 4 mars 1998 jusqu'au 17 septembre 2009,.
À partir de novembre 2009, il est consultant en droit.